# デスラー
デスラーは、「宇宙戦艦ヤマトシリーズ」の登場人物。
本項では、企画途中で頓挫したデスラーを主人公とするアニメ『デスラーズ・ウォー』についても記述する。

## キャラクター設定
大マゼラン星雲と小マゼラン星雲に跨る星間国家ガミラス帝国の総統。ガミラス本星消失後、ガルマン・ガミラス帝国を建国し総統に就任した。
傲慢で冷徹な統治者、反対者を躊躇なく粛清する冷酷な独裁者として描かれているが、その行動は私利私欲のためではなく、危機に瀕した自国の繁栄・自民族の存続のためである。第1作では純然たる敵キャラクターとしての活躍だったが、続編である『さらば宇宙戦艦ヤマト 愛の戦士たち』『宇宙戦艦ヤマト2』では、地球の存亡に命をかけるヤマトとガミラスのために戦う自分を重ね合わせて共感し始め、沖田十三や古代進に敬意と友情を感じるようになってゆく。そして、次第にヤマトとともに戦う場面が増えていく。
容姿は金髪に青い顔色だが、第1作第10話までは髪は栗毛色で顔は肌色だった。ガミラス人の肌の色の変更に関してはガミラス帝国#ガミラス人を参照。
デスラーのスペルは『さらば』の音楽集では「Desler」、海外版では「Desslar」、宮武一貴のデスラー艦の設定画では「Deathlagh」となっていて、統一されていない。
彼のマントは宇宙空間上でも常にはためいており、一部の考察本において本シリーズ揶揄の材料とされることがある。また、『宇宙戦艦ヤマトIII』制作時には、これに関して西崎義展と出渕裕の間で討論が繰り広げられたこともあったという。
ヤマトシリーズのほぼ全てに登場する主要人物であり、バラエティ番組『笑う犬の冒険』にて、『デスラー』というコントにされたり、『パタリロ!』（花とゆめコミックス第10巻にて）などの他作品でもパロディとなっている。

### 性格・言動
性格は冷徹ではあるが紳士的であり、言葉遣いも慇懃無礼ではあるが丁寧である。
演ずる伊武は役作りの際、それまでの悪役といえばマッドサイエンティストが「ヒヒヒヒ…」と笑うようなカン高い声が多かったため、逆に低くつぶやくスタイルにしてみようと思ったという。
初期作品では、たった1回の失敗に対しても戦って死ぬか自決かデスラーによる処刑しか選べなかったが、『宇宙戦艦ヤマトIII』第4話ではヒステンバーガーの失敗を「あと2回で死刑」とするなど、少しは寛容になったところを見せた。ただし、配下が自分以外の対象を崇拝することを極端に嫌う傾向があり、『ヤマトIII』第13話においてシャルバート信仰の信者の幕僚・ハイゲルを「ガルマンに神は二人はいらぬ」と言い、その場で射殺したことがある。
『2199』においては、冥王星基地を喪ったシュルツに対しては、挽回のチャンスを与えたほか、部下と共に戦死時に全員を2階級特進させた上、残された遺族を名誉ガミラス臣民に昇格させる命令を出すなど、旧作よりも寛容さを示している。一方で、下品な言動を取った部下に対して問答無用で処刑した件では、旧作同様の冷酷さを示した。帝都バレラスの民を全員葬ろうとした事もある一方、その自らの行動を罪と認識しそれを背負っていく決意も示すなど、二律背反した性格の持ち主として描かれている。
松本零士によるコミカライズの番外編『宇宙戦艦ヤマト 永遠のジュラ編』では結婚していて、サイレン人の妻・メラと娘・ジュラが存在している。妻が相手の心を読みそれを相手に投影する能力を持っていて、娘もその能力を引き継いでいるため、嫌がったデスラーにより幽閉されて、ヤマト乗組員の精神情報を探らされている。この作品におけるデスラーは、愛する妻子の困った能力をヒスに愚痴る、意外に卑小な人間臭さを見せている。

### モデル
「名前はアドルフ・ヒトラーをもじったものである」とかつては説明されていた。
しかし後年、1990年代後半に入ると松本零士は、「デスラー」は松本がよく使う「ラー」（ラーメタル、ラー・アンドロメダ・プロメシュームなど）と「デス」を組合わせたもので、前者はエジプト神話の太陽神ラーに由来し太陽やそれに象徴されるパワーを、後者は死を意味する英語であり、すなわち「デスラー」とは「死の太陽」を意味すると説明するようになった。ヒトラーとの類似は第一作段階での絶対悪的位置づけから。後の展開（ヤマトとの共闘）を受け、偶然の一致と説明を変更するようになった。
なお、ヤマトブーム期において、デスラーのモデルはヒトラーか、との問いに対し、プロデューサーの西崎義展は「あんな卑小な男ではない。ローマ帝国の皇帝をイメージしたキャラクター」と語っている。そして『宇宙戦艦ヤマト』のアメリカ公開版『Star Blazers』において、デスラーこと Desslok は、退廃的ローマ貴族風にオカマ言葉で喋るような演出が施されていた。
性格は西崎をモデルとしたといわれている。ゼネラルプロデューサーならぬガミラスプロデューサーを自称していた西崎はデスラーにのめり込むようになり、『宇宙戦艦ヤマト完結編』の後には後述のデスラーを主人公とするアニメ『デスラーズ・ウォー』を企画したが、制作には至らなかった。

## 劇中での活躍
宇宙戦艦ヤマト
第2話から登場。ガミラスが惑星としての寿命が尽きようとしていたため、移住先として地球に狙いを定めて侵略を開始し、地球人類に絶滅か奴隷かの選択を迫った。
ヤマトのことを当初は過小評価していたが、冥王星前線基地の壊滅など予想外の善戦を受け、関心を持つようになる。
第11話でヤマトがデスラー機雷網を突破した際には、祝電を送る度量を見せている。逆に、第12話において自らが立案したオリオン座アルファ星域でのヤマト撃滅作戦が失敗し、副総統ヒスから祝電の有無を尋ねられた際には、「君は馬鹿かね？」と返している（この違いの理由は不明）。
ヤマトが大マゼラン星雲まで到達すると、ガミラス本星での本土決戦を立案して指揮する。ガミラス本星にヤマトを引き込み、希硫酸の雨と濃硫酸の海で苦しめるが、海底火山脈を海中から波動砲で撃つという沖田の作戦で、形勢は逆転する。地球との和平を提案するヒスを銃殺して戦闘を継続した末、天井の崩落によって圧死したかに思われたが、総統府（デスラー艦）で脱出し、帰路のヤマトに白兵戦を挑む。失敗して退却した後、デスラー砲をヤマトに発射するも空間磁力メッキで反射され、爆散していくデスラー艦と運命を共にする。
さらば宇宙戦艦ヤマト 愛の戦士たち
タランと2人だけで生き延びて白色彗星帝国へ身を寄せ、敗軍の将として帝国の一将軍たるに甘んじて行動する。
デスラー艦に乗艦し、デスラー戦法とデスラー砲によってヤマト殲滅を謀るも、ヤマトが小ワープでデスラー艦へ接舷してきたため、白兵戦となる。戦いの終盤には爆発に巻き込まれてタランが戦死し、自身も負傷する。見守る森雪の前で古代との銃による一騎討ちとなるが、前述の負傷が影響して銃を落として膝を突き、敗北を悟る。最後は自分の心が地球人の心に近い旨を述べ、白色彗星の攻略方法を示して生身のまま宇宙空間へ身を投じる。
宇宙戦艦ヤマト2
第1話から登場。死亡して宇宙を漂っていたところを、白色彗星帝国に回収されて蘇生医療を施され、復活する。敗軍の客将という身分の『さらば』とは違って彗星帝国からある程度の援助こそ受けているが、基本的には対等な同盟関係を結び、賓客として迎えられている。生き延びていたタラン以下の腹心たちの尽力で再集結したガミラス残存艦隊を率い、白色彗星帝国軍の同盟軍としてヤマトと対峙する。
ズォーダーからは「本物の武人」と高評されるが、立場を失うという懸念を抱くサーベラーを筆頭とした幹部や、ゴーランドなど外様を嫌う生え抜き軍人とは折り合いが悪い。サーベラーたちの陰謀で一度は逮捕・監禁されるも脱出し、再びヤマトとの戦いにおもむく。地球周辺宙域の戦闘は『さらば』と同様の白兵戦になるが、古代との一騎討ちの際に負傷しているのは雪ではなく古代となっている。ヤマトとの戦いには事実上勝利するが、雪が古代を庇う姿からその愛を感じ取るとともに、地球のために必死に戦う彼らの姿を見て、民族の存亡をかけて戦ってきた自分の心がガトランティス人よりも地球人に近いことを悟り、積年の怨恨も潰える。最後はガミラス本星での戦いを引き合いに出すと、彗星帝国の弱点を暗示した言葉を雪に託し、タランを伴って残存艦隊とともに戦場から撤退する。
宇宙戦艦ヤマト 新たなる旅立ち
本作では事実上の主人公に等しい。ガミラス再建を目指して残存艦隊と共に新天地探索の旅へ出発する前に、今一度故郷をとガミラス星に戻るが、そこは暗黒星団帝国に蹂躙されており、激怒して攻撃を仕掛けるも、その戦闘の過程でガミラス星は爆発して消滅する。それにより、二重惑星であるイスカンダル星も重力バランスを失い、暴走する。イスカンダル星とスターシャの危機的状況を地球に通信し、ヤマトに救援を要請する。
その後、暗黒星団帝国艦隊の襲撃を受けて絶体絶命に陥るが、駆けつけたヤマトによって救われる。しかし、そこに敵要塞の自動惑星ゴルバが出現したため、故郷の仇としてデスラー砲を放つも効果はなく、ゴルバによるイスカンダル星への攻撃が開始される。スターシャの生命の危機を見て取るとデスラー戦闘空母をゴルバ砲口に突貫させて阻止し、ヤマトに自分ごと波動砲で撃つよう迫る。この危機はスターシャの自爆によって救われたものの、イスカンダル星とスターシャをも失ったことに、ひどく狼狽する。最後は古代にガミラス再建をどれだけ歳月が掛かろうと成し遂げると言い残し、何処へともなく去っていく。
ヤマトよ永遠に
未登場だが、暗黒星団本星において古代たちが見せられる偽りのヤマトの戦史映像に、ガミラス本星での戦闘シーン（指揮を取るデスラーの姿）が映っている。回想シーンゆえに映像は第1作の流用であり、セリフも一切ない。なお、司令長官との二役を演ずる伊武は「今回はデスラーが出なくて寂しい」と述べている。
宇宙戦艦ヤマトIII
第4話から登場。ゴルバとの戦いの後、旅の末に銀河系中心部でガミラス人の遠い先祖であるガルマン民族の住む二重惑星を発見する。そこでガルマン民族を奴隷にしていたボラー連邦を放逐し、解放されたガルマン民族から総統に選ばれてガルマン・ガミラス帝国を建国する。その後、建国1周年を迎えるまでの間に帝国はボラー連邦と銀河系を二分する勢力にまで成長する。
周囲には「オリオン腕最辺境の恒星系（地球）には手を出すな」と厳命していたが、部下の独断で自軍はヤマトや地球と敵対していく。そして、ヤマトの鹵獲成功との報告を受けた際に初めてヤマトとの交戦を知って激怒し、詫びとしてヤマトを帝国に招待する。そして、自軍が原因で太陽系が危機にあることを知ると償いに協力を申し出て、地球に似た環境の惑星ファンタムの情報を提供する。しかし、ファンタムが幻影を見せるコスモ生命体であることが判明すると、帝国への冒涜行為に激怒して破壊させる。
その後、かつて銀河系を支配していたと云われるシャルバート星の王女ルダがヤマトに乗艦したことを知ると、確認させるよう命じて自ら艦隊を率い、ヤマトを追跡した末にシャルバート星まで辿り着くが、古代からシャルバートは戦いを放棄し、すべての武力・科学力を封印したという事実を聞かされると、「丸腰（無抵抗）の者を攻めたりはしない」と述べ、シャルバート星を去る。
最終話では、太陽系内でヤマトがボラー首相ベムラーゼ率いる大艦隊と機動要塞の襲撃を受けた際に艦隊を率いて現れ、ボラーとの交戦の末にハイパーデスラー砲で敵要塞をベムラーゼもろとも撃破する。ヤマトの太陽制御が成功すると、古代に地球が甦ったことへの祝辞を述べ、将来の再会を約束してガルマン・ガミラス本星へ帰還していく。
第1作の頃のように各方面への侵略を行っているが、第1作とは異なり、自民族のみの繁栄ではなく、自身による支配で全宇宙に永遠の平和をもたらそうという思想がある。
当初の全52話のシリーズ構成では、シリーズ中盤でヤマトと再び対立することになる展開だった。
宇宙戦艦ヤマト 完結編
銀河系と赤色銀河の交錯によってガルマン・ガミラス本星が壊滅し、調査に訪れたヤマト乗組員らに死亡したと思われ、花を手向けられる。しかし、実際は国境の巡視中だったために難を逃れており、終盤にヤマトがディンギル艦隊に撃沈されそうになったところへ間一髪で駆けつけ、ディンギル艦隊を一掃して大神官大総統ルガール座乗の旗艦をデスラー砲で撃沈する。その後、ヤマトが自爆（自沈）する光景を見届け、涙を流す。
なお、ひおあきらの漫画版ではヤマトが自沈する直前にルガール艦をデスラー砲で攻撃している。

## SPACE BATTLESHIP ヤマト
本作でのデスラーは、原作の様な人類と似通った社会構成を持つガミラス帝国の中での一ガミラス人ではなく、「母星の寿命に際し、地球を攻撃・改造し移住を目論む」意思の集まりであり、劇中でも「我々は個であり全体である」と語った。「デスラー」という名は、この集合体が自称するものであると設定されている。
そして「デスラー」は、自らを超巨大戦艦兼超巨大ミサイルと化して地球到着寸前のヤマトを奇襲して大破させ、「我々は、屈辱を忘れぬ種族だ」「地球は、お前たちにも渡さない」と言い残して、ヤマトの眼前で地球を破壊しようとした。
ヤマトのブリッジに姿を現した際は人型に近い形状になっていた。声は原作アニメと同様に伊武が担当。

## リメイクアニメ
『宇宙戦艦ヤマト』（以下、旧作）のリメイク作品である『宇宙戦艦ヤマト2199』では、「アベルト・デスラー」というフルネームが設定されており、肩書きも「大ガミラス帝星永世総統」という正式名称が設定されている。容姿については、やや顎が細く、目つきが鋭くなっている。また、年齢は地球年齢に換算して32歳相当と設定され、容姿も旧作よりも若々しいものとなっている。これは、旧作シリーズでライバルだった古代と対等に近づけるため、デザイン担当の結城が若くしようと提案したためであり、一時は古代と同年代のデザイン案も存在した。
本作では大ガミラス帝星の前身「ガミラス大公国」を統べていた叔父・エーリク・ヴァム・デスラーの死後、内乱状態となったガミラスを武力で再統一を果たしたという設定となっており、軍事独裁制を敷いて領土の拡大を行っている。
圧倒的なカリスマで国民から支持されているが、本人は「人間とは愚かで従順な存在で、この上もなく退屈な生き物」と評し、帝星についても「この星にしがみついて、何になる」と呟いている。実際の支配体制の維持についても投げやりであり、帝都バレラスですら反体制派の活動が行われるような状況であることから、全権を任されたハイドム・ギムレーが、時には惑星をまるごと消滅させるほどの圧政を敷いている。
一方、スターシャには愛情を向けるなど『新たなる旅立ち』以降の設定が反映されており、思想の違いを超えたガミラスとイスカンダルの大統合、ガミラスが星々を支配することによる平和を夢見ている。

### 過去
続編『宇宙戦艦ヤマト2202 愛の戦士たち』では、幼少期からの過去と『2199』における行動の真意や胸中の思いなどが描写されている。
幼少時、エーリクとその重臣達の間で公然の秘密となっていたガミラス星の寿命の事実を聞いてしまったためにエーリクに処断されそうになるが、兄マティウスの取り成しで「血の誓い」を立てた事で、同じく秘密を共有する者となる。その後マティウス、エーリクが相次いで死に、混乱するガミラスを統一してガミラス帝国を作り、兄と交わした「ガミラスの移住先となる惑星を生涯かけて見つける」という約束を果たし、滅びの淵に立つ民族を救うため、武力による惑星併合を推し進めた。太陽系への侵攻も、地球が移住先の候補地だったからであり、遊星爆弾による攻撃も星の環境を改造してガミラス人を移住させるためだったことが明かされた。
幼少時は、周囲から「統一戦争の英雄」と讃えられていた兄マティウスと比較され、「兄が陽なら弟は陰」「器が違いすぎる」などと言われていた。マティウスが亡くなった際には「偉大なマティウスの弟」と呼ばれる事が無くなることに安堵する一方、重大な秘密と責務を自分に背負わせ、死によって自身はおろか母アデルシアの心さえあの世に連れて行った彼を「ずるい」と思うなど複雑な心境を抱いていた。それでも身内としての情を抱いており、総統時代、マティウスの妻であるエリザに暗殺されかかるも、処刑したように見せかけて彼女とその子供ランハルト（キーマン）を追放するに留めた。

### 劇中での活躍（リメイクアニメ）
宇宙戦艦ヤマト2199
第6話から登場。第8話において、自らが立案したテロン艦（ヤマト）撃滅作戦を閣僚達に披露するが、ヤマトはこれを突破する。これによりヤマトに少なからず興味を抱き、後にその目的と目的地を看破し、ドメルを討伐に差し向ける。
第15話においてヘルム・ゼーリックの策謀により座乗艦「デウスーラI世」を爆沈させられて暗殺されたかに見えたが、暗殺計画はミーゼラ・セレステラが事前に察知しており、影武者を身代わりにして暗殺から逃れる。その後、第18話でゼーリックがバラン星での観艦式において大演説を行う中、通信に割り込んでゼーリックが暗殺計画の首謀者であることを暴露する。
イスカンダルとの大統合を成し遂げるために帝都バレラスの破壊を画策し、第23話においてヤマトのガミラス星への突入後、自分は新たな座乗艦「デウスーラII世」のコアシップで総統府から脱出し、空間機動要塞都市「第二バレラス」の一部区画を切り離して帝都へ落下させ、ヤマトともどもバレラスを葬り去ろうとする。さらに、ヤマトが波動砲で落下区画を粉砕すると、今度は出力を絞ったデスラー砲によるピンポイント攻撃でヤマトもろともバレラスを破壊しようとするが、雪とノランによって直前に波動コアが暴走した結果、第二バレラスが爆発・崩壊し、公的には死亡したと見なされた。
しかし、直前にゲシュタムジャンプ（ワープ）して生き延びた後、バラン星の亜空間ゲート内にてヤマトを待ち受け、多数のガミロイド兵を率いてヤマトに白兵戦を仕掛けるが、失敗に終わる。最後はデスラー砲によるヤマト撃沈を試みて発射体勢を整える中、乗艦がヤマトの三式弾の連射を浴びて中破し、波動エネルギーの誘爆によって爆沈する。なお、その寸前には艦橋部が本体から離脱する描写がある。
小説版（豊田巧）
デスラーが帝都を破壊しようと思い至った経緯が若干異なっている。アニメ版では大統合を最終目的とし、そのためにイスカンダルの使命を引き受けようと拡大政策を行っていたが、小説版では全宇宙の恒久平和のための拡大政策という点では共通しているものの、果てなき「勝利」によってのみ人心を束ねる拡大政策に限界を感じ、大統合によってイスカンダルという新たな象徴を建てようとしており、アニメ版とは手段と目的が逆転している。

宇宙戦艦ヤマト2202 愛の戦士たち
第10話から登場。前作での爆沈から生き延びて帝星ガトランティスに迎えられているという点は『さらば』『ヤマト2』と同様である。しかし、本作では旧作と違いガトランティスに従う気は最初からなく、ヤマトに対する怨恨も抱いていない。ズォーダーとの関係も旧作と異なり、一国の王としてある程度の敬意を払われているが、いずれ離反する事を見抜かれている。かつてのヤマトとの戦いでデスラーが見せた「執念」を知るために、ズォーダーよりノイ・デウスーラを始めとする艦艇を与えられ、監視役のミルを伴ったうえでヤマトに差し向けられる。
第11話において、感情に支配されて独断行動を起こしたメーザーを艦隊もろともデスラー砲で粛清したのち、物質転送機でヤマトにミサイルの波状攻撃を仕掛け、緊急ワープで離脱したヤマトを追って古代アケーリアスの空洞惑星が生み出す異空間に入り込む。しかし、デスラーの真の目的は、ヤマトとの戦闘を隠れ蓑にしてこの空間に入り込み、コスモウェーブによるミルとズォーダーの通信を遮断、ガトランティスの監視下から逃れる事であり、この戦いに乗じて下賜された艦隊を殲滅。戦いの直後、ガデル・タラン率いるガミラスの旧体制派の艦隊と合流し、ミルを拘束したうえでガトランティスから離反して独自に行動を始める。
第14話において、テレサから「ヤマトと縁を結んだ者の一人」として終盤、テレサと古代たちの前に姿を現し、続く第15話で、テレサの力を手中に収め、ガトランティスと交渉することが目的であると明かし、古代たちと交戦する。乱入してきたキーマンと永倉によって不利になるが、自身の行動の真意を知ったキーマンが土壇場で古代たちを裏切った事で危機を脱し、古代たち四人を捕らえる。第16話では、ズォーダーとの交渉のためにミルを解放する一方、デスラー体制派の黒幕とされるギムレーとも会話する。その後、テレザリアムにてキーマンと対話し、彼に第二バレラスの一件に対する自身の胸中を明かし、仮に人々が自分の復権を望んでも、戻る気がない事を伝える。キーマンを見届けた後、テレサから「誰かを自分以上に大切に思う気持ちがある限り、民を率いる資格がある」と伝えられる。キーマンの造反とヤマトの離脱を黙認し、テレザート星の消失と地球への帰路につくヤマトを見届けると、新たなデスラー体制派の艦隊と合流する。第17話では、ミルから条件次第で協力すると伝えられる。「ガトランティスの傀儡に成り下がる気はない」と一蹴するも、ガミラス民族を救いたいという本心を指摘され、協力の条件として、ヤマトを倒せと命じられる。
第22話にてノイ・デウスーラ単独で三度ヤマトに立ちはだかる。事前に密かに発光信号をキーマンに送ることで、ヤマトが白兵戦に持ち込むよう誘導し、自艦の艦橋内でキーマンと対峙する。キーマンから地球と手を組むべきだと説得されるが、直後にミルに銃撃されて負傷し、キーマンに対する選択の材料とされてしまう。第23話では彼に自分を撃つよう促すが、艦橋に潜伏していた古代が制止したため、撃たれずに済み、彼と共に古代とミルのやり取りを見届ける。しかし、自身の救出に来たガミラス兵がミルを殺してしまった際には、「何と愚かな……」と嘆息の言葉をつぶやいた。戦闘後、キーマンからガミラスの命運を託され、自身はトランジット波動砲による輻射からヤマトを守るためにノイ・デウスーラの艦体を提供し、救出部隊の艦艇と共にその場を去って行った。
宇宙戦艦ヤマト2205 新たなる旅立ち
第1話から登場。幼少期のマティウス、および前作でのキーマンとの約束を果たすため、ガミラス民族を救うことに命を懸けている。『2202』の第23話〜最終話の期間にガミラス民主政府と接触し、ガミラス星の寿命問題を共有して協力関係を築いた。そして本作第1話にて銀河系の一画にて発見したガルマン星を移住先として見出し、支配していたボラー連邦を武力で放逐する。
ガルマン解放後、移住計画支援のためにガミラス星へ帰還するが、ガミラス星は謎の勢力デザリアムの攻撃により消滅してしまう。7割近い国民の命が失われ絶望するも、生き残ったわずかな移民者を救うために行動していく。

## デスラーズ・ウォー
『完結編』公開後、デスラーを主役として製作予定であった作品。正式タイトルは『DESLAER'S WAR I 戦艦スターシャ』で、当初は『キング・オブ・デスラー』や『エンペラー・オブ・ガルマンガミラス』などとも呼ばれていた。「OVA3本と劇場版」「各60分OVA6本とテレビスペシャル」など、企画が二転三転した末に頓挫した。『完結編』からヤマトの第2部誕生編（後の『宇宙戦艦ヤマト 復活篇』）の間を繋ぐ内容だったが、頓挫してから年数が経過したため2009年に実際に公開された『復活篇』とは矛盾する点がある。
ストーリー案も遷移しており、当時の資料で紹介されたものは以下の2つがある。
その1（「宇宙戦艦ヤマトファンクラブ本部」機関誌38、39号で紹介）
ヤマトの自沈を涙を流し眺めていたデスラーであったが、その最期を惜しみ、アクエリアス水塊からヤマトの第一艦橋部分と沖田の遺骸を回収し、ガルマン・ガミラス残存艦隊をまとめかつての故郷大マゼランへ向かう。しかし、大マゼランには謎の異星人の国家が既に侵略を進めており、その手は小マゼランにも伸びていた。
その戦いに巻き込まれる中、宇宙要塞クラスの新たな御座艦「戦艦スターシャ」を建造、その艦内にヤマト第一艦橋と沖田の遺骸を安置した。ドメル将軍の息子ドメルJrも駆けつけ戦いを進めていったが、敵異星人はデスラーと古代の友情関係に目をつけ、地球にも侵略を開始。デスラーは自軍を守るのに専念するか、地球を守るかに苦悩する。
会報に書かれているストーリーはここまでである。なお、この時期、古代と雪は結婚し、子供も生まれているが『復活篇』の古代美雪に該当するかは不明。古代は真田と共に太陽系パトロールの任に就いていた。また、敵の異星人は会報には「星間国家連合」と記載されているが、こちらも『復活篇』に登場する大ウルップ星間国家連合との関連性は不明である。また、紹介された内容では、古代が死ぬことを示唆する文も存在した。
その2（「宇宙戦艦ヤマトファンクラブ本部」機関誌49号で紹介）
デスラーは過去からの救援メッセージを受けとる。はるか数十億年の過去の世界では、イスカンダル星とガミラス星に分かれる前の星「ガイア」が存在しており、若き日のデスラーとスターシャの生き写しともいえる王と王妃によって治められていた。しかしガイアは、ウラン性放射物質でできているため他の生命と決して共存できない生命体「ディスラプター」の攻撃によって滅亡の危機に瀕していた。そして、ガイアに伝わる「母星に危機が訪れたとき戦士が現れる」という伝説に従い、未来へとメッセージを送られた。デスラーはガイアのある過去へとタイムワープを行い、ガイアを舞台に物語を紡いでいく。
「ガミラス人とイスカンダル人が同根」「ガミラス人は放射能の中で生きる」という第1作の設定が踏襲され、なぜそうなったのかが明かされる内容だったと推測されている。また、この案は没になって当初のその1案に戻った模様。
最終的に日の目を見ずに頓挫した本作だが、本作の戦艦スターシャの流れを受け継いだ艦船は、小林誠によってデザインされたものや、松本零士・板橋克己によってデザインされた「ガルマンガミラス戦略指揮旗艦＜G・スターシア＞」などが存在する。また、ほかにも松本・板橋は三段空母の新デザインなども行っており、デストロイヤー艦と合わせて「ネオガミラス艦隊」を結成している。

## 担当声優
- 伊武雅刀（伊武雅之）（オリジナルシリーズ[注 5][25]、実写映画版）
- 西崎義展（伊武の代役で一声のみ[26]）
- 石塚運昇（ANA「旅割」CM[注 6]〈2006年〉、パチンコ『CR宇宙戦艦ヤマト』〈藤商事、2007年〉）
- 若本規夫（PCソフト『特打ヒーローズ 宇宙戦艦ヤマト タイピング波動砲』〈ソースネクスト、2003年〉）
- 山寺宏一（リメイクアニメシリーズ[27][28]）

## 関連商品
2007年12月20日、バンダイネットワークスは『宇宙戦艦ヤマト』劇場公開30周年記念として限定商品「デスラー総統ワインセット」の受注を開始。2008年3月下旬より出荷された。購入特典として、デスラー勲章およびデスラー総統特製リーフレットが付属する。価格は税込み13,650円で、完売した。